# Джордж Роберт Грей
Джордж Роберт Ґрей (англ. George Robert Gray; *8 липня 1808 — †6 травня 1872) — британський зоолог. Син Семюела Фредеріка Ґрея, молодший брат Джона Едварда Ґрея. Автор багатьох таксонів, що позначаються Gray або G.R. Gray.
У 1831 році почав працювати помічником хранителя в зоологічному відділі Британського музею і провів у цій науковій установі решту (41 рік) свого життя.
Займався спочатку комахами, опублікував у 1833 році свою першу працю — «Ентомологію Австралії» (англ. Entomology of Australia), брав участь у підготовці ентомологічного розділу англійського видання «Царства тварин» Ж. Кювьє. Особливий внесок Ґрей зробив до вивчення метеликів, описавши багато нових видів — наприклад, у книзі «Опис і малюнки деяких нових лускокрилих, переважно з Непалу» (англ. Descriptions and Figures of some new Lepidopterous Insects chiefly from Nepal, 1846).
Основні наукові досягнення Ґрея зв'язані, проте, з орнітологією — і перш за все з фундаментальною працею «Роди птахів» (англ. Genera of Birds, 1844—1849), що містив першокласні ілюстрації Девіда Вільяма Мітчела і Йозефа Вольфа.